# Харпер, Эрик
Эрик Тристрам Харпер (англ. Eric Tristram Harper; 1 декабря 1877 — 30 апреля 1918) — новозеландский регбист, выступавший на позиции центрового, один из членов «Ориджинал Олл Блэкс». Погиб в 1918 году на фронте Первой мировой войны.

## Биография
Родился в 1877 году в Крайстчерче, в Папануи, в известной в Новой Зеландии семье. Отец — сэр Джордж Харпер, юрист. Дядя — Леонард Харпер, депутат Парламента Новой Зеландии.  Дед — Генри Харпер, священник Англиканской церкви и Архиепископ Новой Зеландии. Двоюродные братья — Артур Пол Харперт, юрист, исследователь и альпинист; Катберт, регбист (игрок команды провинции Кентербери в 1906 году).
Эрик окончил Крайстчерчскую мужскую школу, занимался лёгкой атлетикой. В 1901 году выиграл чемпионат Новой Зеландии по бегу с барьерами на 440 ярдов, через год выиграл в беге на 880 ярдов с барьерами. Увлекался альпинизмом, покорял Южные Альпы. Также играл в крикет за команду региона Кентербери. В регби выступал за команду Крайстчерча и за сборную провинции Кентербери (с 1900 года). 6 августа 1904 года Эрик сыграл в составе объединённой сборной Кентербери и Вест-Кост против «Британских и ирландских львов», а уже через неделю впервые сыграл за сборную Новой Зеландии против «львов» (победа 9:3). Несмотря на победу, его из-за критики не пригласили в сборную для турне по Австралии. Он готовился к турне по Великобритании, Франции и Северной Америке в составе первой известной новозеландской сборной, «Ориджинал Олл Блэкс», однако из-за травмы сыграл всего 4 встречи из 17 возможных в Великобритании и занёс попытку в игре против клуба «Ньюпорт».
В турне «Ориджиналс» сыграли шесть тест-матчей, однако из них Харпер сыграл только один против Франции. Он играл в составе результативной линии трёхчетветрных, которая занесла семь попыток и провела три реализации — на счету Харпера две попытки против французов. По ходу турне Харпера прозвали «Аристократом» за происхождение из богатой и знатной семьи, а сам он нередко выделял средства на содержание друзей по команде, находящихся в трудном финансовом положении.
В 1914 году Харпер был призван в новозеландскую армию и отправился в составе Новозеландских экспедиционных сил воевать на стороне Великобритании, дослужившись до звания сержант-майора Кентерберийской горнострелковой дивизии. 30 апреля 1918 года погиб при артиллерийском обстреле Иерусалима турецкими войсками, пытаясь спасти паникующих лошадей. Похоронен на военном кладбище в Иерусалиме.